# Persicaria lanigera
Persicaria lanigera là một loài thực vật có hoa trong họ Rau răm. Loài này được (R.Br.) Soják miêu tả khoa học đầu tiên năm 1974.